# Eksplosion over Brasilien 1930
En mere eller mindre uforklarlig eksplosion skete over Brasilien d. 13. august 1930 ved området omkring floden Curuçá i Amazonas.
Årsagen til eksplosionen, menes at være resultatet af tre meteoritter.
Eksplosionen skete nær breddegrad 5° S længdegrad 71,5° W. Meteoritmassen er estimeret til at være mellem 1.000 og 25.000 tons, med en frigjort energi på 100 Kilotons.